# 殺人鬼の誘惑
『殺人鬼の誘惑』（さつじんきのゆうわく、Lure of A Killer ）は、1963年の日本映画。主演 ： 千葉真一、監督 ： 若林栄二郎、製作 ： 東映、モノクロ・シネマスコープ、62分。1962年の映画『恐怖の魔女』に続く『事件記者シリーズ』第2作である。

## 解説
日本新聞の社会部に所属する記者・城野大助（千葉真一）がスクープ・特ダネを狙い、殺人事件の裏に潜む真相を解き明かす様を描いたサスペンス・ミステリ作品。不倫が本作のモチーフである。原作は『恐怖の魔女』を脚色した山村英司、脚本は山村と池田一朗が共同で執筆した。大助とコンビを組む福原（石井淳）、社会部・警察・酒房「こけし」・毎朝新聞の記者ら、周囲にいる面々も前作に引き続き出演している。喫茶店「ミケランジェロ」は桜台駅 の改札口前、大助と福原が尾行するシーンは西武501系電車と西武新宿駅、クライマックスは大涌谷など、西武鉄道沿線と箱根山でロケーション撮影が行われた。キャッチコピーは「真犯人は他にいる！トリックを打ち破る熱血の記者魂！」。

## ストーリー
高利貸しの谷彬が殺された。死因は背後から心臓に達する刺傷だった。警察は現場に遺留されていた凶器である刃渡り六寸の短刀に残された指紋、死体を発見した谷の妻である京子・運転手の内田・谷と囲碁をしていた天野甲山らの証言から、喫茶店「ミケランジェロ」を経営する平峰典三郎が、谷と対座しているうちに口論となり、右脇腹を刺し、逃げようとする谷を羽交い絞めにして刺したと見立て、平峰を指名手配したと発表。ほどなくして逮捕されるが、平峰は脇腹を刺したことは認めるものの、背中を刺していないと頑なに否認し続ける。日本新聞の社会部記者・城野大助と福原福太郎は、捜査とは別に真相を探り出し、特ダネにしようと関係者を取材し始めた。

## キャスト
- 千葉真一 ： 城野大助

- 南廣 ： 水原（日本新聞・社会部デスク）
- 本間千代子 ： 雪子（酒房「こけし」の女給）
- 新井茂子 ： 小林和江
- 小林裕子 ： 足利洋子
- 川口敦子 ： 谷京子
- 河野秋武 ： 毎朝新聞の記者・大木
- 神田隆 ： 社会部・部長
- 須藤健 ： 酒房「こけし」の店主
- 小川守 ： 内田勇一
- 大村文武 ： 平峰典三郎
- 石井淳 ： 福原福太郎
- 清水一郎 ： 捜査主任
- 梅津栄 ： 田村（大助と福原の先輩）
- 沢彰謙 ： 谷彬
- 石島房太郎 ： 川島部長刑事
- 春日俊二 ： 矢野耕作
- 杉義一 ： 斎藤
- 片山滉 ： 天野甲山
- 関山耕司 ： 森
- 岡野耕司 ： 矢頭刑事
- 三島謙 ： 宇留木
- 菅沼正 ： 社会部・記者

- 配役不明 - 大野広高・不忍郷子・打越正八・北山達也・北峰有二・相馬剛三・須賀良・金子澄江・岩根正子・内藤勝次郎・河合絃司・高須準之助

## スタッフ
- 監督 ： 若林栄二郎
- 企画 ： 園田実彦・吉川義一
- 原作 ： 山村英司
- 脚本 ： 池田一朗・山村英司
- 撮影 ： 星島一郎
- 録音 ： 浜田得男
- 照明 ： 銀屋謙蔵
- 美術 ： 下沢敬悟
- 音楽 ： 山本直純
- 編集 ： 鈴木寛
- 助監督 ： 龍伸之介
- 進行主任 ： 西井剛
- 現像 ： 東映化学
- スチール ： 山守勇